# Зуев, Александр Владимирович
Алекса́ндр Влади́мирович Зу́ев (род. 19 января 1964, Киев, УССР) — советский и российский актёр театра и кино.

## Биография
Александр Зуев родился 19 января 1964 года в Киеве.
В 1985 году окончил Киевский национальный университет театра, кино и телевидения имени И. К. Карпенко-Карого, мастерская Решетникова А. Г.
С 1985 года работал в Русском драматическом театре Литовской ССР в городе Вильнюс. С 1988 по 1995 год работал в театре «Сатирикон» под руководством Константина Райкина.
С 1993 по 1996 год работал в театре «Луны» под руководством С. Б. Проханова.
С 1993 по 2000 год принимал участие в театральных проектах агентств: «МАКС», «Арт-клуб XXI век», «Успех».
В 2006 в качестве режиссёра принимал участие в создании третьей редакции спектакля «Служанки» в театре Романа Виктюка.

## Творчество
- страницы на Стихи.ру

### Роли в театре
Дипломные работы:
- «Зыковы» М. Горький. Режиссёр: А. Решетников — Михаил Зыков
- «Труффальдино из Бергамо» А.Колкер, М.Ким. Режиссёр: В.Малахов — Сильвио
- «Рядовые» А. Дударев. Режиссёр: А. Решетников — Лейтенант

#### Русский драматический театр Литовской ССР(1986—1988 гг.)
- «Смех лангусты» Д. Марелла. Режиссёр Юрий Попов — Жорж Питу
- «Ох, уж эти челдобречки!» Пальчинскайте. Режиссёр М. Туманов — Лин-Пластилин
- «Оркестр» Ж. Ануя. Режиссёр Л. Владимиров — мужчина мечты
- «Трагическое происшествие» Славомира Мрожека. Режиссёр И. Петров — Младенец
- «Экспромт» А. М. Вилькина. Режиссёр А. М. Вилькин — человек театра
- «Мера за меру» У. Шекспира. Режиссёр И. Петров
- «Чайка» А. П. Чехова. Режиссёр М. Туманов — Треплев

#### Театр «Сатирикон» имени Аркадия Райкина(1988—1995 гг.)
- «Служанки» Жан Жене. Режиссёр Роман Виктюк — Мадам[1]
- «Что наша жизнь?» Аркадий Арканов. Режиссёр Константин Райкин
- «Мнимый больной» Мольер. Режиссёр А. Горбань — Клеант
- «Хозяйка гостиницы» Карло Гольдони. Режиссёр А. Горбань — Маркиз Форлипополи

#### Агентство МАКС (1993 г.)
- «Mystery at Greenfingers» Дж. Б. Пристли. Режиссёр С. Блейзи — детектив Краузер

#### Театр Луны п/р С. Проханова
- «Византия» / «Отравленная туника» Н. Гумилёв. Режиссёр Сергей Проханов — Царь Трапезондский[2]

#### Театральное агентство «Арт-клуб XXI век» (1995—2000 гг.)
- «Служанки» Жан Жене. Режиссёр Роман Виктюк — Мадам
- «Квартет для Лауры» Г. Ару. Режиссёр Андрей Житинкин — Жак II

#### Театральное агентство «УСПЕХ»(1997—2000 гг.)
- 1997 — «Служанки» Жан Жене. Режиссёр Роман Виктюк — Мадам
- 1998 — «Наш Декамерон» Эдвард Радзинский. Режиссёр Роман Виктюк — персонажи

#### Театр Романа Виктюка(2006—2008 гг.)
- «Служанки» Жан Жене. Режиссёр Роман Виктюк, режиссёр восстановления Александр Зуев[3]

### Фильмография
- 1983 — Позиция — Сергей
- 1990 — Битва трёх королей — принц Дон Хуан Австрийский[4]
- 1990 — Откровение Ивана Ефремова — Чойо Чагас / Гриф Рифт
- 1990 — Лебединая песня — Осип / Фауст / гробовщик
- 1991 — Анна Карамазофф — белый офицер
- 1991 — Каминский, московский сыщик — журналист Илья
- 1992 — Прикосновение — следователь Андрей Крутицкий[5]
- 1992 — Гардемарины III — Рапп
- 1993 — Шейлок — Бассанио
- 1993 — Месть шута — Де Монморанси[6]
- 1994 — Добрые услуги — Бебе
- 1996 — Любить по-русски 2 — участковый
- 1996 — Старые песни о главном 2 — геолог
- 2003 — Тайны дворцовых переворотов (5 и 6 части) — Карл Левенвольд
- 2007 — Ирония судьбы. Продолжение — Валера
- 2007 — УГРО. Простые парни — гинеколог
- 2009 — Однажды будет любовь — Лапник
- 2010 — Покер 45. Сталин, Черчилль, Рузвельт — Рузвельт
- 2010 — О чём говорят мужчины — офицер СС
- 2010 — Невидимки (телесериал), 10-я серия «Правила верховой езды» — Виталий Мурузи
- 2010 — След (телесериал), «Путь к сердцу» — Роман Широков
- 2011 — Ген убийства (докудрама) — Альберт Шпеер
- 2011 — Контригра — Шпеер
- 2011 — Стервы (телесериал), 17-я серия — врач
- 2011 — Товарищи полицейские (телесериал), 10-я серия «Ночь любви» — врач
- 2011 — След (телесериал), 675-я серия — Черенков
- 2011 — Следаки (телесериал), 29-я серия — Жуков
- 2011 — Прокурорская проверка (телесериал), 77-я серия «Аня» — сосед
- 2011 — След (телесериал), 719-я серия «Лёгкая нажива» — Аксёнов
- 2011 — Детективы, «Клубничкин детектив» — Портнов
- 2012 — Кто, если не я? (телесериал), 7-8-я серии — директор детдома
- 2012 — До суда (телесериал), «Пропавший без вести» — Рудик
- 2012 — Краплёный (телесериал), 6-я серия — прокурор
- 2012 — Ночные ласточки (телесериал), 5-я серия — Метцельдер
- 2012 — МУР (телесериал), 8-я серия — сексот
- 2012 — Лесник (телесериал), 26-я серия «Стрелок» — Виктор Николаевич Протвин
- 2012 — Папины дочки. Суперневесты, 19—20 сезоны — Макс, водитель Иржи
- 2012 — Личная жизнь следователя Савельева — Григорий Михайлович Падерин
- 2012 — Стервы — врач
- 2012 — Счастливы вместе (телесериал) — следователь
- 2012 — Три товарища — эпизод
- 2013 — ОСА — Николай Васильевич Гачев
- 2013 — Пётр Лещенко. Всё, что было... — румынский офицер
- 2014 — Другой майор Соколов — Илья Алексеевич Дронов, полковник Департамента экономической безопасности МВД
- 2016 — Анна-детективъ (Фильм № 1 «Дело утопленниц») — Игнатий Петрович Кулешов
- 2018 — Теория вероятности (телесериал) — Виктор Андреевич
- 2022 — Киллер (телесериал) — юрист

## Признание и награды
- 1990 — Гран-При БИТЕФ, Белград, Югославия
- «За виртуозность актёрской игры», приз зрителей, Мехико, Мексика